# Адамович, Виктор Куартович
Ви́ктор Куа́ртович Адамо́вич (р. 30 июля 1944, Рига) — латвийский шашист, тренер, организатор, спортивный функционер, спортивный журналист. Многократный чемпион Латвии в командном зачете, вице-чемпион по русским и международным шашкам в личном зачете. Мастер спорта СССР (1964), заслуженный тренер Латвии (1990). Член президиума Федерации шашек Латвии (1961—1996). Ответственный секретарь, председатель тренерского совета, в трех олимпийских циклах признанного одним из шести лучших тренерских советов республики среди всех видов спорта. Два года работал в составе Президиума Федерации шашек СССР и много лет в составе тренерского совета ФШ СССР. Исполнял обязанности гостренера Спорткомитета Латвии. Член Национального Олимпийского Комитета Латвийской Республики первого созыва (1988). Работал ответственным секретарем журналов «Шашки» и «Дамбрете», с 1971 года 20 лет был ведущим отдела по теории русских шашек. С 2002 года ведущий шашечного сайта «В гостях у Виктора», одного из самых популярных в мире. Провел рекордный сеанс одновременной игры на 176 досках (+165-0=11, 2 часа 56 минут) против участников 12 спартакиады пионеров Латвийской ССР, Сунтажи, школа-интернат, 1970 («Дамбрете», № 2/1970, С. 15).
Первый тренер — Аре Ю. Тренер — Гринс Д.
Активно участвовал в подготовке международных гроссмейстеров Владимира Вигмана и Гунтиса Валнериса, а также 24 мастеров спорта.

## Сочинения
Автор книг: «Dambrete. Pozicionālās spēles paņēmieni» («Шашки. Приемы позиционной игры») (1968), «500 dambretes kombinācijas» («500 шашечных комбинаций») (1973), «Dambrete. Individuālais atklātņu repertuārs» («Шашки. Индивидуальный репертуар дебютов») (1982), «Позиционные приемы борьбы в русских шашках» (1976), «130 spēles uz rūtotā galdiņa» («130 игр на клеточной игре») (1992).
Адамович В. К. Шашки: Индивидуальный дебютный репертуар. — Рига: Авотс, 1982. — 109 с. — На латыш. яз. — 8000 экз.